# Stereodon glaucocarpus
Stereodon glaucocarpus là một loài Rêu trong họ Hypnaceae. Loài này được (Reinw. ex Schwägr.) Mitt. mô tả khoa học đầu tiên năm 1859.